# Монастир Самтавро
Монастир Самтавро — комплекс із Самтавро-Преображенської церкви та жіночого монастиря святої Ніно, розташований на злитті річок Мткварі й Арагві (місто Мцхета, Грузія). Монастир перебуває у підпорядкуванні католикос-патріарха всієї Грузії, архієпископа Мцхетського і Тбіліського.

## Опис
Навернення Грузії (Картлі) тісно пов'язано з рівноапостольною, каппадокійською дівою св. Ніно, яка зібрала грузинський народ та привела його до Бога. Поблизу з монастирем є «ожинник» (Маквловані), де св. Ніно проповідувала християнство, яке поширилось усією Грузією. 324 року християнство було проголошено державною релігією.
Церкву збудовано у IV столітті царем Міріаном. Після царя Міріана Преображенський храм неодноразово руйнувався та відновлювався. У першій половині XI століття, за часів царювання Георгія I, за указом католикоса Мелхіседека храм розширили, добудували південну браму та прикрасили оригінальним орнаментом. Також прикрасили храмовий інтер'єр. У храмі Самтавро є безліч святинь: частина животворного стовпа, чудотворна ікона Іверської Божої Матері, чудотворна ікона святої Ніни, пожертвувана із Санкт-Петербурга царем Георгієм XII своїм онукам 1870 року, могили святих царів Міріана й Нани, мощі святого Абібоса Некреського (містяться під престолом у вівтарі), мощі святого Шіо-Мгвімського, частина каменя з могили святої Ніни з Бодбе тощо.
У 1990-их роках за благословенням патріарха всієї Грузії Ілії II у вежі царя Міріана жив знаменитий грузинський чернець архімандрит Гавриїл.